# Puella Magi Madoka Magica (série de filmes)
Os filmes de Puella Magi Madoka Magica (劇場版 魔法少女まどか☆マギカ, Gekijōban Mahō Shōjo Madoka Magika) são uma série cinematográfica de anime produzidos entre os estúdios de animação japoneses Aniplex e Shaft, baseado no anime homônimo de 2011. Os primeiros dois filmes, Beginnings (始まりの物語, Hajimari no Monogatari) e Eternal (永遠の物語, Eien no Monogatari), foram lançados em 6 e 12 de outubro de 2012 e serviram como um resumo da série de anime com a dublagem e algumas cenas refeitas. O terceiro filme, Rebellion (叛逆の物語, Hangyaku no Monogatari), foi uma obra original, lançada em 23 de outubro de 2013, com a adaptação do mangá feita por Hanokage e lançada pela Houbunsha entre 12 de novembro de 2013 e 10 de janeiro de 2014. Os filmes foram distribuídos na América do Norte pela Aniplex of America. O terceiro filme Rebellion foi nomeado para Animação do Ano nos Prêmios da Academia Japonesa em 2014.

## Enredo
Existem certas criaturas que podem conceder a uma menina escolhida, qualquer desejo que queiram. No entanto, em troca desse desejo, a menina deve se tornar uma garota mágica e lutar contra as bruxas, que são criaturas nascidas do desespero e são responsáveis por acidentes, doenças e suicídios. Na cidade de Mitakihara, uma menina chamada Madoka Kaname se aproxima de uma criatura chamada Kyubey, que sugere que ela se torne uma garota mágica. Enquanto isso, uma outra garota mágica chamada Homura Akemi, faz de tudo para parar Madoka de se tornar uma garota mágica. Madoka logo descobre que a vida de uma garota mágica não é uma fantasia onírica e sim uma tragédia desesperante.

### Beginnings
Na cidade de Mitakihara, uma garota chamada Madoka Kaname e sua amiga Sayaka Miki, encontram uma criatura chamada Kyubey, e são salvas das bruxas, por uma garota mágica chamada Mami Tomoe. Kyubey oferece uma chance a Madoka e Sayaka de terem qualquer desejo concedido, mas em troca devem se tornar garotas mágicas e lutarem contra bruxas, no entanto Homura Akemi, outra garota mágica que recentemente foi transferida para a classe de Madoka, é contra da Madoka se tornar uma garota mágica. Antes de Madoka poder tomar uma decisão, Mami é morta por uma bruxa, deixando Madoka apavorada, que fica indecisa sobre se tornar uma garota mágica. No entanto, Sayaka, decide se tornar uma garota mágica, para curar a mão de seu amigo de infância, Kyosuke Kamijo. E então Sayaka logo entra em conflito com outra garota mágica chamada Kyoko Sakura, que com Madoka, aprendem a chocante verdade por trás das Soul Gems, a fonte de seus poderes mágicos, onde literalmente suas almas estão guardadas. Depois de saber que sua colega de classe, Hitomi Shizuki, planeja se confessar a Kyosuke, Sayaka cai profundamente em desespero e sua Soul Gem acaba escurecendo, que se transforma em uma Grief Seed, transformando Sayaka em uma bruxa.

### Eternal
Madoka aprende de Kyubey, cuja identidade real é o "Incubador", que sua espécie faz contratos com meninas, para virarem garotas mágicas, a fim de usarem a energia gerada de suas transformações em bruxas para combater a entropia do universo. Kyoko almeja por uma possibilidade, para que Sayaka possa ser humana novamente, levando Madoka com ela, para tentar chegar a sua humanidade. Mas acabam por falhar e Kyoko escolhe se sacrificar para destruir Sayaka, mas as duas acabam sendo destruídas. Enquanto isso, Homura revela que veio de outra linha do tempo, revivendo o mesmo mês várias vezes, na esperança de salvar Madoka de um destino sombrio nas mãos da bruxa final, Walpurgisnacht. Homura decide enfrentar sozinha a bruxa Walpurgisnacht, mas sempre acaba sendo derrotada, e ela acaba quase entrando em desespero, sentindo que seus esforços se tornaram inúteis. E então, Madoka aparece e usa a energia construída de várias linhas do tempo, para se tornar uma garota mágica poderosa, capaz de eliminar bruxas antes de nascerem. Isto acaba alterando a lei do universo e Madoka se torna uma Deusa e Homura acaba sendo a única que recorda-se dela.

### Rebellion
Madoka e as outras garotas mágicas reaparecem em Mitakihara e começam a lutar contra novas criaturas nascidas dos sentimentos negativos dos seres humanos, conhecidas como "Nightmares" (ナイトメア, Naitomea, lit. "Pesadelos"), mas não se lembram sobre o que aconteceu anteriormente. No entanto, Homura percebe que algo está errado e depois de algumas investigações, acaba por recuperar suas memórias perdidas e percebe que ela, Madoka e as outras garotas estão presas em um mundo alternativo, dentro da barreira de uma bruxa. Homura percebe que a bruxa poderia ser outra pessoa ou criatura, ou então ela mesma, Kyubey aparece e revela que ela tinha caído em desespero e quando ela estava prestes a se tornar uma bruxa, ele e os outros incubadores isolaram sua Soul Gem para criar uma armadilha para atrair Madoka e assumir o controle da Lei dos Ciclos. No entanto, quando Madoka aparece, ela se esquece de seu dever, como seu imenso poder da Lei dos Ciclos, e assim Kyubey passa a observá-la. Homura com a memória recuperada, obriga-se a completar sua transformação em bruxa para ter sua alma destruída, para proteger Madoka dos incubadores. Neste momento Sayaka e uma nova garota chamada Nagisa Momoe, que veio com Madoka para ajudar Homura, levam Madoka e as outras para lutarem, para quebrar a barreira e atingir o verdadeiro corpo de Homura. Madoka recupera suas lembranças e seu poder da Lei dos Ciclos e atinge Homura, mas os últimos lançamentos da maldição em sua Soul Gem, revela que não é desespero, mas sim amor. Com este poder, Homura suprime os poderes de Madoka e se torna uma existência muito mais poderosa do que uma garota mágica ou uma bruxa e refere-se a si mesma como um demônio e um ser que poderia exterminar um Deus. Então Homura captura Kyubey e reescreve as leis do universo, para criar um novo mundo onde Madoka possa viver em paz. No final, ela percebe que Madoka acabará por se lembrar da verdade e possivelmente se tornam inimigas.

## Produção
A série de anime Puella Magi Madoka Magica foi produzida em colaboração com os estúdios Aniplex, Shaft e a emissora MBS. A série foi escrita por Gen Urobuchi e dirigida por Akiyuki Shinbo, o desenho dos personagens foram feitos por Ume Aoki e a música composta por Yuki Kajiura.
Em novembro de 2011, foi anunciado na edição de dezembro da revista Newtype pela editora Kadokawa Shotenn, que três filmes da série, seriam desenvolvidos por Shaft. O primeiro filme, Puella Magi Madoka Magica Part 1: Beginnings (劇場版 魔法少女まどか☆マギカ[前編] 始まりの物語, Gekijōban Mahō Shōjo Madoka Magika (Zenpen): Hajimari no Monogatari), abrange os oito primeiros episódios da série de anime, o filme foi lançado nos cinemas japoneses em 6 de outubro de 2012. O segundo filme, Puella Magi Madoka Magica Part 2: Eternal (劇場版 魔法少女まどか☆マギカ[後編] 永遠の物語, Gekijōban Mahō Shōjo Madoka Magika (Kōhen): Eien no Monogatari), abrange os quatro episódios finais da série de anime, o filme foi lançado nos cinemas do Japão em 13 de outubro de 2012. Os dois primeiros filmes apresentaram mudanças na dobragem e algumas cenas foram refeitas com uma nova animação. Os filmes foram exibidos em locais seleccionados nos Estados Unidos e outros sete países, entre outubro de 2012 e fevereiro 2013, e também foi mostrado no Anime Festival Asia entre 10 e 11 de novembro de 2012 na Singapura. Os dois primeiros filmes foram lançados em Disco Blu-ray e DVD em 30 de julho de 2013 em conjuntos, na edição padrão e de colecionador pela Aniplex of America. Os filmes foram relançados pela Aniplex USA com dublagem americana em disco Blu-ray DVD em 15 de julho de 2014.
No terceiro filme, Puella Magi Madoka Magica New Feature: Rebellion (劇場版 魔法少女まどか☆マギカ[新編] 叛逆の物語, Gekijōban Mahō Shōjo Madoka Magika (Shinhen): Hangyaku no Monogatari) foi feito uma história original, se passando após os acontecimentos dos filmes anteriores. O filme foi lançado nos cinemas japoneses pela Warner Entertainment Japan, Inc. em 26 de outubro de 2013. As sátiras especiais com personagens da série Bakemonogatari, deu prioridade ao filme, com uma encenação diferente, mostrada durante cada semana de sua exibição. O filme foi exibido na América do Norte pela Aniplex of America em dezembro de 2013. O filme foi lançado em disco Blu-ray e DVD com legendas em inglês em 2 de abril de 2014 no Japão e foi lançada pela Aniplex of America como um título de importação na América do Norte em 8 de abril de 2014. O relaçamento com dublagem americana na América do Norte aconteceu em 7 de abril de 2015.
O tema de abertura para os dois primeiros filmes foi "Luminous" (ルミナス, Ruminasu) interpretado por ClariS, que foi lançado em 10 de outubro de 2012. E o tema de encerramento do primeiro filme foi "Magia (quattro)" interpretado por Kalafina e do segundo filme, o encerramento foi "Hikari Furu" (ひかりふる, "Queda de Luz") também interpretado por Kalafina, que foi lançado em 24 de outubro de 2012. No terceiro filme, o tema de abertura foi "Colorful" (カラフル, Karafuru) interpretado por ClariS e lançado em 30 de outubro de 2013, e o tema de encerramento foi "Kimi no Gin no Niwa" (君の銀の庭, "Seu Jardim Prateado") interpretado por Kalafina e lançado em 6 de novembro de 2013.

## Em outras médias
Uma história em quadrinhos de filme adaptada dos dois primeiros filmes, intitulada Puella Magi Madoka Magica: Film Memories, foi lançada em 26 de maio de 2012. A adaptação em mangá de Rebellion foi ilustrada por Hanokage, que anteriormente já havia trabalhado na adaptação em mangá do anime, o mangá spin-off The Different Story, foi publicado pela editora Houbunsha em três volumes independentes volumes entre 12 de novembro de 2013 e 10 de janeiro de 2014.
Um jogo de ação e aventura baseado nos filmes, intitulado Puella Magi Madoka Magica: The Battle Pentagram, foi lançado no Japão em 12 de dezembro de 2013 para a plataforma PlayStation Vita. O jogo segue um enredo alternativo para os dois primeiros filmes, em que Madoka faz um desejo para que todas as garotas mágicas possam trabalhar juntas, para derrotar a bruxa Walpurgisnacht.

## Recepção
O filme Beginnings arrecadou mais de ¥500 milhões na bilheteria japonesa. Foram vendidos mais de 80,000 cópias da edição em disco Blu-ray dos dois primeiros filmes. Rebellion foi um dos 19 filmes de anime apresentado para o Melhor filme de animação do Oscar 2014, mas acabou por não ser nomeado. O filme arrecadou mais de 1,93 biliões de ienes na bilheteira japonesa, quebrando o recorde anterior, realizado por K-On! the Movie, para um filme baseado em uma série de anime exibido a noite. Rebellion foi nomeado para a Animação do Ano no 37º Prêmios da Academia Japonesa.
Hope Chapman do site Anime News Network deu ao filme, uma classificação B, louvando os visuais deslumbrantes e a criatividade do filme, mas citou uma reviravolta de última hora, "mesquinho e ridiculamente fora do personagem." Richard Eisenbeis e Toshi Nakamura do site Kotaku, deram uma avaliação positiva ao filme. A opinião de Toshi foi: "Para além de meus problemas, mencionados acima com o ritmo do mistério inicial, eu amei tudo sobre o filme. Ele brinca com suas emoções, atordoadamente, mas ao mesmo tempo, é um fluido emocional. Embora você possa não concordar com as escolhas e ações das personagens, todas elas fazem sentido e nunca são forçadas." A opinião final de Richard foi: "Pessoalmente, eu adorei. É uma grande parte das personagens e uma adição valiosa para a franquia, mas está longe de ser uma tampa edificante para a série."
Geoff Berkshire da revista Variety deu uma avaliação mista, indicando que "Rebellion proporciona uma conclusão complicada, de certeza para provar o além de qualquer desconcertante para os recém-chegados da franquia." Berkshier elogiou outros aspectos como os visuais de Gekidan Inu Curry.

### Prêmios e reconhecimentos
| Ano  | Competição                       | Categoria                                | Resultado       | Destinatário |
| ---- | -------------------------------- | ---------------------------------------- | --------------- | ------------ |
| 2014 | Oscar 2014                       | Melhor filme de animação                 | Sugerido        | Rebellion    |
| 2014 | 37º Prêmios da Academia Japonesa | Animação do Ano                          | Indicado        | Rebellion    |
| 2014 | 13º Tokyo Anime Award            | Anime do Ano (Categoria cinematográfica) | Entrada notável | Rebellion    |
| 2014 | 19º Animation Kobe               | Prémio de Filme Cinematográfico          | Venceu          | Rebellion    |